# Sierrita de Ticul
La Sierra de Ticul, Sierra Pu'uk o simplemente Pu'uk (Puuc) (en maya: pu'uk, sierra, loma) es un accidente geográfico ubicado al sur de Yucatán. Tiene una extensión aproximada de 110 kilómetros. Su punto más alto es el Cerro Benito Juárez, ubicado en el municipio de Tekax. En septiembre de 2006 se registró un sismo de 3.5 grados de intensidad con epicentro en Ticul, sin embargo no ocasionó daños, duró poco y fue muy pequeño. 